# USS North Dakota (BB-29)
USS North Dakota (BB-29) byl dreadnought námořnictva Spojených států amerických. Jednalo se o druhou jednotku třídy Delaware.

## Stavba
Kýl lodi North Dakota byl založen 16. prosince 1907 v americké loděnici Fore River Shipyard ve státě Massachusetts. 10. listopadu 1908 byla loď spuštěna na vodu a dne 11. dubna 1910 byla North Dakota (BB-29) uvedena do služby a zařazena do válečné flotily.

## Výzbroj
Primární výzbroj lodi tvořilo 5 dvojhlavňových střeleckých věží s děly MK 5, které byly schopny dostřelit až do vzdálenosti 27 km. Sekundární výzbroj tvořilo 14 děl Mk 6 ráže 127 mm. Dále zde byly nainstalovány 2 kanóny QF 3-pounder ráže 47 mm a 4 automatické kanóny QF 1-pounder. Nakonec zde byly 2 torpédomety s torpédy Mk 15, které na délku měřily přes 7 m a na průměr měřily 533 mm.